# Karol Łopatkiewicz
Karol Łopatkiewicz (ur. 26 lipca 1890 w Gliniku Polskim, zm. 27 grudnia 1952 w Krakowie) – oficer artylerii c. i k. armii i podpułkownik artylerii Wojska Polskiego, kawaler Orderu Virtuti Militari.

## Życiorys
Urodził się w rodzinie Jana i Marii z Garbacików. Studiował prawo na Uniwersytecie Jagiellońskim. Działał w drużynach strzeleckich i „Sokole”. 
Od 1914 zmobilizowany do c. i k. armii. Ranny podczas walk na frontach I wojny światowej. Jego oddziałem macierzystym był krakowski pułk artylerii fortecznej nr 2. W czasie służby w c. i k. armii został awansowany na kolejne stopnie w korpusie oficerów rezerwy artylerii fortecznej: podporucznika (1 września 1915) i porucznika (1 listopada 1917).
Od listopada 1918 w szeregach odrodzonego Wojska Polskiego jako inwalida, początkowo walczył na froncie galicyjskim. Od lipca 1919 został skierowany do oddziałów artylerii w Rembertowie, gdzie był w składzie zespołu doświadczalnego. 25 maja 1920 w Rzeszowie przystąpił do organizacji 2. baterii 21 pułku artylerii polowej, a w sierpniu tego roku wyruszył na jej czele na wojnę z bolszewikami.
20 września 1920 odznaczył się w walce pod Zaśpiczami „gdzie jego bateria prosto z marszu wsparła 4 p. st. Podhalańskich. Kierował ogniem pod ostrzałem nieprzyjacielskim. Następnie wspierał 3 p. st. Podhalańskich, niszcząc ogniem na wprost gniazda bolszewickich karabinów maszynowych”. Za tę postawę został odznaczony Orderem Virtuti Militari.
W latach 1923–1924 był dowódcą I dywizjonu 21 pułku artylerii polowej w Krakowie. 31 marca 1924 został mianowany majorem ze starszeństwem z dniem 1 lipca 1923 i 39. lokatą w korpusie oficerów artylerii. Z dniem 15 sierpnia 1924 został przesunięty na stanowisko kwatermistrza pułku. W styczniu 1927 został przesunięty ze stanowiska dowódcy III dywizjonu w Oświęcimiu na stanowisko dowódcy I dywizjonu w Białej-Bielsku. W kwietniu 1928 został przeniesiony do 13 pułku artylerii polowej w Równem na stanowisko dowódcy III dywizjonu detaszowanego w Łucku. W kwietniu 1929 został wyznaczony na stanowisko zastępcy dowódcy 13 pułku artylerii polowej (31 grudnia 1931 przemianowanego na 13 pułk artylerii lekkiej). 24 grudnia tego roku został mianowany podpułkownikiem ze starszeństwem z dniem 1 stycznia 1930 i 18. lokatą w korpusie oficerów artylerii. W sierpniu 1935 został przeniesiony na stanowisko rejonowego inspektora koni w Krakowie. Na tym stanowisku pozostał do roku 1939.
Zmarł 27 grudnia 1952 w Krakowie. Został pochowany na cmentarzu Rakowickim (kwatera PAS 61-płd-2-gi po lewej Żurowskiego).
Karol Łopatkiewicz był żonaty z Zofią Muchowicz, z którą miał troje dzieci.

## Ordery i odznaczenia
- Krzyż Srebrny Orderu Wojskowego Virtuti Militari nr 1851[1]
- Krzyż Walecznych[1]
- Złoty Krzyż Zasługi (16 marca 1934)[19]